# Aletta Haniel

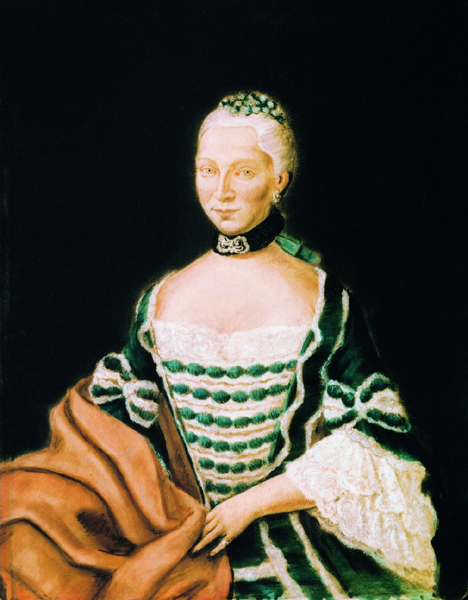
Aletta Haniel.

Aletta Haniel, född 12 mars 1742 i Orsoy, död 11 maj 1815 i Ruhrort, var en tysk affärsidkare. Hon skötte en betydande vinhandel och transport- och handelshus i Duisburg efter sin makes död från 1782 till 1809; från 1792 skötte hon även en kolfirma, och skötte transporten av järn över floderna Ruhr och Rhen. 